# マリエット・ハートレイ
マリエット・ハートレイ（Mariette Hartley,  1940年6月21日 - ）は、アメリカ合衆国の女優である。

## 来歴
1940年、コネチカット州ウェストンに生まれる。父親は税理士で、母親はセールスレディとして働いていた。心理学者、行動主義心理学の創始者として知られるジョン・B・ワトソンは、母方の祖父にあたる。10代のころから舞台にたち、イギリス出身の女優として知られるエバ・ル ギャリアンに師事した。
1962年にサム・ペキンパー監督の『昼下りの決斗』で映画デビュー。1964年には、アルフレッド・ヒッチコック監督の『マーニー』へも出演したほか、テレビドラマなどで活躍。それ以降はコンスタントにテレビドラマ、映画へ出演を続けており、女優としての地位を確固たるものにした。1978年にゲストとして出演したルー・フェリグノ主演のSFドラマ『超人ハルク』の「Married」というエピソードでプライムタイム・エミー賞の主演女優賞を獲得。また1987年にはその功績がたたえられハリウッド・ウォーク・オブ・フェームの星を授与されている。

### 私生活
これまで3度の結婚をしており、最初の夫John Seventaと1960年に結婚。その後、プロデューサー兼ディレクターとして知られるPatrick Boyrivenと1978年に再婚して、2児をもうけるが、1996年に離婚し、2005年に俳優のJerry Srokaと再婚した。

## 出演作品

### 映画
- 昼下りの決斗 Ride the High Country (1962)
- Drums of Africa (1963)
- マーニー Marnie (1964)
- The Vendors (1969)
- 宇宙からの脱出 Marooned (1969)
- 鷲と鷹 Barquero (1970)
- ヨーガ伯爵の復活 The Return of Count Yorga (1971)
- Earth II (1971)
- ハイジャック Skyjacked (1972)
- 荒野の七人・真昼の決闘 The Magnificent Seven Ride! (1972)
- Sandcastles (1972) ※テレビ映画
- ドラキュラ城の謎 Mystery in Dracula's Castle (1973) ※テレビ映画
- SF地球最後の危機  Genesis II (1973)
- ヨットハーバー殺人事件 The Killer Who Wouldn't Die (1976)
- アフリカの女王 The African Queen (1977) ※テレビ映画
- The Last Hurrah (1977)
- 奇襲ヘリ戦隊/空翔けた女たち The Secret War of Jackie's Girls (1980)
- No Place to Hide (1981)
- ジョディ・フォスターのママはゴースト O'Hara's Wife (1982)
- ドロップアウト・パパ Drop-Out Father (1982) ※テレビ映画
- M.A.D.D.: Mothers Against Drunk Drivers (1983) ※テレビ映画
- サイレンス・ハート Silence of the Heart (1984)
- One Terrific Guy (1986) ※テレビ映画
- 1969 1969 (1988)
- ワイヤートラップ/ 影なき狙撃者 Murder C.O.D. (1990)
- Diagnosis Murder (1992)
- 原始のマン Encino Man (1992)
- ペリー・メイスン Perry Mason: The Case of the Telltale Talk Show Host (1993)
- フリーフォール：FLIGHT 174 Falling from the Sky: Flight 174 (1995)
- Snitch (1996)
- Single Santa Seeks Mrs. Claus (2004)
- ハッピーエンドのできるまで Novel Romance (2006)
- Love Is a Four Letter Word (2007)
- The Inner Circle (2009)

### テレビドラマ
- 西部のチャンピオン Stoney Burke (1962)
- ドクター・キルデア Dr. Kildare (1963)
- ベン・ケーシー Ben Casey (1963)
- ガンスモーク Gunsmoke (1963 - 1974)
- ブレイキング・ポイント Breaking Point (1963, 1964)
- ジェミーの冒険旅行 The Travels of Jaimie McPheeters (1963)
- ミステリー・ゾーン Mystery Zone (1964)
- バージニアン The Virginian (1964)
- パパ大好き My Three Sons (1964)
- ペイトンプレイス物語 Peyton Place (1965)
- ボナンザ Bonanza (1965, 1968, 1970, 1971)
- デス・バレー・デイズ Death Valley Days (1965 - 1968)
- 西部の流れ者 ジェシー・ジェームス The Legend of Jesse James (1966)
- The Hero (1966 - 1967)
- He & She (1967)
- 弁護士ジャッド Judd for the Defense (1968)
- 決斗シマロン街道 Cimarron Strip (1968)
- ワン・ライフ・トゥ・リヴ One Life to Live (1968)
- ダニエル・ブーン Daniel Boone (1968, 1970)
- アウトサイダー The Outsider (1969)
- スタートレック Star Trek (1969)
- 恋愛専科/アメリカ式愛のテクニック Love, American Style (1970)
- ドクター・ウェルビー Marcus Welby, M.D. (1970)
- FBIアメリカ連邦警察 The F.B.I. (1970, 1973)
- 保安官サム・ケイド Cade's County (1971)
- マニックス Mannix (1972)
- デルファイ・ビューロー The Delphi Bureau (1972)
- ゴースト・ストーリー Ghost Story (1972)
- The Bold Ones: The New Doctors (1972)
- ディズニーランド Disneyland (1973)
- エマージェンシー! Emergency! (1973)
- サンフランシスコ捜査線 The Streets of San Francisco (1973, 1974)
- Owen Marshall, Counselor at Law (1973)
- The Wide World of Mystery (1974)
- 刑事コロンボ Columbo (1974, 1977)
- Paul Sand in Friends and Lovers (1974)
- 名探偵ジョーンズ Barnaby Jones (1974)
- 警部マクロード McCloud (1975)
- 大草原の小さな家 Little House on the Prairie (1976)
- オレゴン・トライアル The Oregon Trail (1977)
- 女刑事ペパー Police Woman (1977)
- 刑事デルベッキオ Delvecchio (1977)
- 特報記者キングストン Kingston: Confidential (1977)
- 未知への逃亡者/ローガンズ・ラン Logan's Run (1978)
- 超人ハルク Incredible Hulk (1978)
- マッシュ M*A*S*H (1979)
- ロックフォードの事件メモ The Rockford Files (1979)
- ラブ・ボート The Love Boat (1983)
- Goodnight, Beantown (1983, 1984)
- マイアミ狂想曲 WIOU (1990 - 1991)
- ジェシカおばさんの事件簿 Murder, She Wrote (1992)
- Heaven & Hell: North & South, Book III (1994)
- キャロライン in N.Y. Caroline in the City (1996)
- To Have & to Hold (1998)
- アナザー・ライフ〜天国からの3日間〜 Twice in a Lifetime (1999)
- 刑事ナッシュ・ブリッジス Nash Bridges (2000)
- Healthy Solutions with Mariette Hartley (2001)
- Kate Brasher (2001)
- LAW & ORDER:性犯罪特捜班 Law & Order: Special Victims Unit (2003 - 2011)
- NCIS 〜ネイビー犯罪捜査班 NCIS: Naval Criminal Investigative Service (2005)
- ダート Dirt (2007)
- 女捜査官グレイス 〜 天使の保護観察中 Saving Grace (2008)
- グレイズ・アナトミー 恋の解剖学 Grey's Anatomy (2008)
- コールドケース 迷宮事件簿 Cold Case (2008)
- The Cleaner (2009)
- ビッグ・ラブ Big Love (2011)
- メンタリスト The Mentalist (2013)
- ザ・カムバック The Comeback Kids (2014)
- Fireside Chat with Esther (2014)